# إريك فلينت
إريك فلينت (بالإنجليزية: Eric Flint)‏ (6 فبراير 1947، بربانك في الولايات المتحدة)؛ كاتب وروائي أمريكي.